# Rhodiola crenulata
Rhodiola crenulata là một loài thực vật có hoa trong họ Crassulaceae. Loài này được (Hook. f. & Thomson) H. Ohba miêu tả khoa học đầu tiên năm 1976.